# 이치우촌
이치우촌(一宇村)은 도쿠시마현 미마군에 있던 촌이다. 2005년 3월 1일, 사다마쓰정, 한다정과 합병해 쓰루기정이 되었다.
1945년에는 인구 8,000명 이상이 살고 상가도 존재했지만 2020년 4월 인구는 약 700명.
지역에는 인구 1명인 십가 등 한계 취락도 많아 과소지로 지정되어 있다.
과거에는 스키 등 레저 관광이 성행했다.

## 역사
- 1889년 10월 1일 - 정촌제 시행에 수반해 이치우촌이 성립하였다.
- 2005년 3월 1일 - 사다마쓰정, 한다정과 합병해 쓰루기정이 되었다.

## 교통

### 철도
촌내에는 철도노선이 설치되지 않았다. 가장 가까운 역은 시코쿠 여객철도 도쿠시마 선의 사다마쓰역이다.

### 도로
- 국도 438호선